# 马克·帕里什
马克·帕里什（英語：Mark Parrish，1977年2月2日—），美国男子冰球运动员，场上位置是前锋。他曾代表美国国家队参加2006年冬季奥林匹克运动会冰球比赛，获得第8名。